# Berlins tätort

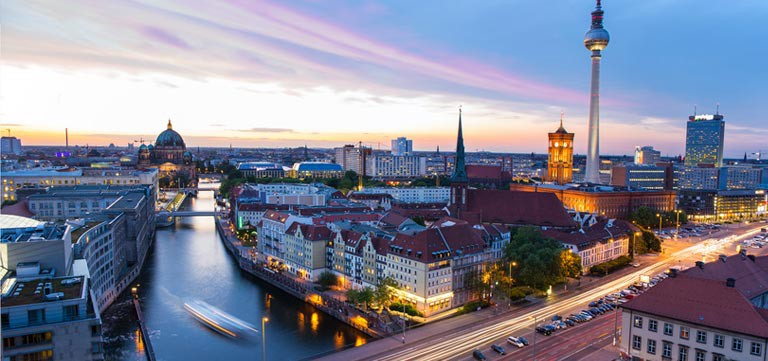
Berlin, med Nikolaiviertel i bildens mitt.

Berlins tätort markerat i mörkgult (Berlin med angränsande sammanvuxna förorter)

Berlins tätort (tyska: Agglomeration Berlin eller Ballungsraum Berlin) även Berlins storstadsområde, består av staden, tillika förbundslandet, Berlin och dess omedelbara omgivning. Förbundsländerna Berlin och Brandenburg ser det också som en officiell planeringsregion.
Med omkring 4,8 miljoner invånare (31 december 2022) bor cirka 79 % av dess invånare i staden Berlin, resten i närförorter på en yta av 3 743,21 km². Den här medräknade delen av tätortsområden utanför Berlins förbundsland kallas ofta Berliner Umland, Berlins omland, eller i vardagsspråk Berlins förorter.
Vidare finns den ännu större Storstadsregionen Berlin-Brandenburg som har 6,3 milj invånare (31 december  2023).